# Cmentarz ewangelicki w Mariampolu
Cmentarz ewangelicki w Mariampolu – cmentarz znajdujący się w leśnym zagajniku na północ od Mariampolu.
Cmentarz został założony około 1850 roku. Do naszych czasów zachowało się kilkanaście zniszczonych nagrobków z okresu międzywojennego oraz jeden z 1942 roku, część z nich posiada zachowane niemieckojęzyczne inskrypcje.